# Erythrolamprus andinus
Erythrolamprus andinus — вид змій родини полозових (Colubridae). Мешкає в Болівії і Перу.

## Поширення і екологія
Erythrolamprus andinus відомі з двох місцевостей, одна з яких розташована в болівійському департаменті Кочабамба, а друга — в перуанському регіоні Куско. Вони живуть у високогірних хмарних лісах Анд, на висоті від 2445 до 2500 м над рівнем моря.